# Radu F. Alexandru
Radu Alexandru Feldman (n. 12 iulie 1943, București) este un dramaturg, prozator și politician român de origine evreiască, membru al Partidului Democrat Liberal (PDL, ulterior PNL), senator în legislaturile 1996–2000, 2000–2004 și 2008–2012.

## Biografie
S-a născut în familia lui Isidor și Irina Feldman.
Este licențiat la seral al Facultăților de Matematică și de Filosofie. A urmat cursuri postuniversitare de regie de teatru, fiind de asemenea doctorand în estetica filmului (anul II), UNATC. În perioada 2007 - 2015 a fost profesor-asociat Universitatea Națională de Artă Teatrală și Cinematografică (UNATC); membru titular al Uniunii Scriitorilor din România; membru PEN-CLUB România; membru titular al Uniunii Cineaștilor din România; secretar general al Asociației Ziariștilor Liber-Profesioniști; Vicepreședinte al Asociației culturale de prietenie România-Israel; membru fondator si director-executiv, al Fundatiei "Forumul pentru starea Culturii". De asemenea este realizator de emisiuni de televiziune si radio si are o constantă activitate publicistică.
A debutat în literatură în anul 1967 în Revista Gazeta Literară, în proză în 1971 cu volumul Cu fața spre ceilalți (Editura Eminescu, București) și în 1974 în dramaturgie cu piesa Umbrele zilei, la Teatrul „Victor Ion Popa” din Bârlad.
Piesele sale Dilema, Dinu, Saltimbancii, Mansarda, Iubiri, O șansă pentru fiecare, Omul care face minuni, Privind în jur cu ochi fără lumină, Nimic despre Hamlet, Domnul Sisif sunt jucate pe parcursul anilor pe scenele teatrelor din București (Național, Nottara, Bulandra, Mic, TES) și din țară (Arad, Bacău, Brăila, Bârlad, Galați, Piatra-Neamț, etc).

## Activitate profesională

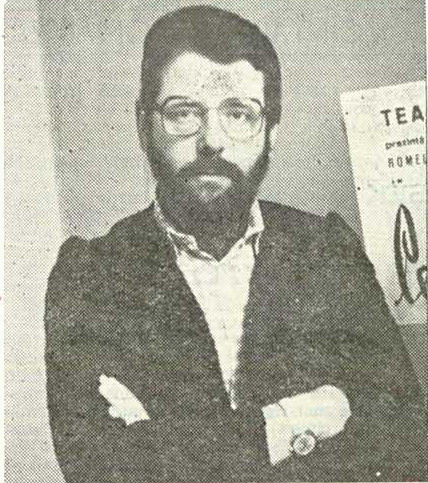
Radu F. Alexandru (1980)

- 1965 – 1970: Profesor matematică – fizică (Șc. Gen. Nr. 191 Drumul Taberei);
- 1970 – 1974: Redactor Revista ”Cutezătorii”;
- 1974 – 1990: Redactor Studioul Cinematografic ”Animafilm”;
- 1990 – 1991: Diplomat Ministerul Afacerilor Externe;
- 1991 – 1992: Expert Guvernamental, Guvernul României;
- 1993 – 1996: Expert Parlamentar, Camera Deputaților;
- 1996 – 2000: Senator;
- 2000 – 2004: Senator:
- - Membru al Comisiei pentru Cultură, Culte, Artă, Mass-Media
- - Președintele Grupului Interparlamentar de prietenie România-Israel
- - Vice-președinte al Grupului Interparlamentar de prietenie România-Iordania
- - Membru al Grupului Interparlamentar de prietenie România-Franța
- 2005 – 2007: Camera de Comerț și Industrie a României
- 2007 – 2015: Profesor-Asociat Universitatea Națională de Artă Teatrală și Cinematografică (UNATC)

## Activitate politică
- Membru PD 1993-1999; Secretar Birou Executiv
- Membru al Partidului Național Liberal 1999-2006;
- Președintele Comisiei de Cultură a PNL;
- Membru al Grupului de Inițiativă ”Platforma liberală” – 2006; Exclus PNL - 2006;
- Membru fondator al PLD;
- Autor al capitolului despre Cultură, din Platforma PLD;
- Consilier politic al dlui Theodor Stolojan, președintele PLD;
- Președinte al Comisiei de Cultură a PLD.
- Membru PDL, de la înființare;
- Președinte al Comisiei de Cultură a PDL;
- Co-autor al capitolului  Cultură - Culte, în Programul de guvernare al PDL;
- Vice-președinte Birou Permanent Sect. 6; Purtător de cuvânt al Organizației;
- Senator Legislaturile 1996 – 2000, 2000 – 2004, 2008 - 2012:
- Membru al Comisiei pentru Cultură, Culte, Artă, Mass-Media
- Președintele Grupului Interparlamentar de prietenie România-Statul Israel
- Vice-președinte al Grupului Interparlamentar de prietenie România-Regatul Hașemit al Iordaniei
- Membru al Grupului Interparlamentar de prietenie România-Republica Franceză-Senat
- Membru al grupului interparlamentar de prietenie România-Arabia Saudită
- Membru al grupului interparlamentar de prietenie România-Republica Algeriană Democraticăși Populară

## Operă

### Proză
- "Cu fața spre ceilalți" - 1971

### Teatru
- "Iubirile tovarășei Ana Stoica" - 1980
- "Buna zi de mîine" - 1981
- "Mlaștina" - 1992
- "Nimic despre Hamlet" - 1995
- "Poveste despre tatăl meu" - 2006
- "Tsunami" - 2008
- Ultima dorință. Comedii. Editura Polirom, 2018
- "Gertrude" - 2023

### Publicistică
- „Gimnastica de dimineață” – 2000

### Scenarii de film
- La capătul liniei (1983), regia Dinu Tănase
- Punct... și de la capăt (1987), regia Alexa Visarion
- Omul zilei (1997), regia Dan Pița
- Damen-Tango, regia - Dinu Tănase (2004)
- Second Hand, regia - Dan Pița (2005)
- Șarada, regia - Alexa Visarion, 2013

## Premii și distincții
- Premiul de dramaturgie al Asociației Scriitorilor din București în 1979 pentru piesa O șansă pentru fiecare
- Marele Premiu pentru Filmul de Ficțiune, Premiul de interpretare: Ioana Crăciunescu-Amiens (1990); invitat de Onoare-Munchen (1990) La capătul liniei
- Premiul de dramaturgie „Camil Petrescu” și Premiul de dramaturgie al Uniunii Scriitorilor în 1995 pentru piesa Nimic despre Hamlet
- Premiul special al juriului Festivalului de film de la Montpellier, precum și Premiul pentru scenariu al Uniunii Cineaștilor din România pentru filmul Omul zilei, 1997
- Premiul de Publicistica al Asociației Scriitorilor din București în 2000 pentru piesa Gimnastica de dimineața
- Premiul UCIN pentru Regie, Premiile pentru Rolurile Principale, feminin și masculin pentru piesa Damen Tango
- Premiul III Festivalul Național de Comedie în 2008 pentru piesa Tsunami
- Mare Ofițer al Ordinului "CRUCEA SUDULUI", Brazilia
- Diploma și Medalia de Aur a Academiei Braziliene

## Vezi și
- Listă de dramaturgi români
- Listă de piese de teatru românești